# Chloe Logarzo
Chloe Logarzo, född den 22 december 1994, är en australisk fotbollsspelare som spelar för Kansas City i USA.
Logarzo ingick i Australiens lag under Olympiska sommarspelen 2016  och var också med i truppen under VM i Frankrike 2019.
Under 2016 representerade Chloe Logarzo den svenska klubben Eskilstuna United DFF.